# اولاد الحسین
اولاد الحسین یک منطقهٔ مسکونی در الجزایر است که در ناحیه برج منایل واقع شده‌است. اولاد الحسین ۴ کیلومتر مربع مساحت دارد ۱۴۰ متر بالاتر از سطح دریا واقع شده‌است.